# Ekonomický sektor
Ekonomické nebo také hospodářské sektory rozdělují ekonomické subjekty do několika menších částí podle jejich činnosti. Nejčastěji se používá tzv. třísektorový model, který popisuje sektor primární (získávání surovin), sekundární (zpracování získaných surovin) a terciární (služby). Často se přidává také kvartérní sektor (vědomostní části ekonomiky).
Subjekty také mohou být rozděleny dle vlastnictví:
- Veřejný sektor, také státní sektor – veřejné služby a podniky fungující k obohacení státu
- Soukromý sektor – majetek slouží soukromým osobám či skupinám k získání zisku
- Dobrovolný sektor – sociální činnosti prováděné nevládními neziskovými organizacemi, důraz na vztah k občanské společnosti.

Země s nízkým příjmem na osobu jsou v rané fázi vývoje; hlavní část jejich národního příjmu je dosahována výrobou v primárním sektoru. Země ve vyspělejším stavu rozvoje, se středním národním příjmem, generují svůj příjem většinou v sekundárním sektoru. V rozvinutých zemích s vysokým příjmem dominuje celkový výkon ekonomiky terciární sektor.

## Historie
Ekonomika může zahrnovat několik odvětví (nazývaných také „průmyslová odvětví“), která se vyvinula v následujících fázích:
1. Starověká ekonomika stavěla hlavně na základě obživy (primární sektor).
2. Průmyslová revoluce během posledních tří století snížila roli samozásobitelského zemědělství a přeměnila využívání půdy na rozsáhlejší a monokulturní formy zemědělství. K hospodářskému růstu došlo převážně v těžebním, stavebním a zpracovatelském průmyslu (sekundární sektor).
3. V ekonomikách moderních spotřebitelských společností hrají služby, finance a technologie - znalostní ekonomiky - stále významnější roli (terciární sektor).

Na rozdíl od rozvinutých zemí mají rozvojové země tendenci spoléhat se více na první dvě odvětví i v moderní době.
Za hlavní zakladatele ekonomických sektorů se považují ekonomové Allan Fisher, Colin Clark a Jean Fourastié.

### Strukturální transformace podle Fourastiého
Fourastié viděl tento proces jako v zásadě pozitivní, a ve své knize Velká naděje dvacátého století psal o zvýšení kvality života, sociálním zabezpečení, rozkvětu vzdělání a kultury, vyšší úrovni kvalifikace, humanizaci práce a vyhýbání se nezaměstnanosti. Rozdělení pracovní síly mezi tři sektory postupuje v různých fázích takto, podle Fourastiého:

#### První fáze: Tradiční civilizace
Kvóty pracovních sil:
- Primární sektor: 64,5 %
- Sekundární sektor: 20 %
- Terciární sektor: 15,5 %

Tato fáze představuje společnost, která není vědecky vyvinuta a má zanedbatelné použití strojů. Stav vývoje odpovídá stavu evropských zemí v raném středověku nebo stavu dnešní rozvojové země.

#### Druhá fáze: Přechodné období
Kvóty pracovních sil:
- Primární sektor: 40 %
- Sekundární sektor: 40 %
- Terciární sektor: 20 %

V primárním sektoru je nasazeno více strojů, což snižuje počet potřebných pracovníků. V důsledku toho roste poptávka po strojní výrobě v sekundárním sektoru. Přechodný způsob nebo fáze začíná událostí, kterou lze identifikovat industrializací: dalekosáhlá mechanizace (a tedy automatizace) výroby, jako je použití dopravních pásů. Terciární sektor se začíná rozvíjet, stejně jako finanční sektor a moc státu.

#### Třetí fáze: Terciární civilizace
Kvóty pracovních sil:
- Primární sektor: 10 %
- Sekundární sektor: 20 %
- Terciární sektor: 70 %

## Sektory

### Primární
Primární sektor v ekonomii zahrnuje jakýkoliv průmysl podílející se na těžbě a sběru přírodních zdrojů. Zahrnuje tedy například zemědělství, lesnictví, těžbu, dobývání a rybolov.
Primární sektor má tendenci tvořit větší část ekonomiky v rozvojových zemích než ve vyspělých. Ku příkladu v roce 2018 představovalo zemědělství, lesnictví a rybolov více než 15% HDP v subsaharské Africe, kdežto méně než 1% v severní Americe. S tím souvisí i procento lidí pracujících v primárním sektoru, které nám může sloužit jako ukazatel ekonomické a sociální vyspělosti zemí.
Ve vyspělých zemích se primární sektor stal technicky vyspělejším - příkladem může být mechanizace zemědělství jako protiklad k ručnímu sběru a výsadby. Vyspělejší ekonomiky mohou investovat další kapitál do primárních výrobních prostředků. Například v kukuřičném pásu Spojených států stroje sklízejí kukuřici a postřikovače vystřikují velké množství insekticidů, herbicidů a fungicidů, což vede k dosáhnutí vyššího výtěžku než je možný při používání méně kapitálově náročnějších technik. Tyto technologické pokroky a investice umožňují primárnímu sektoru zaměstnávat méně pracovní síly - rozvinuté země tak zapojují do primárních činností menší procento své pracovní síly, místo toho mají vyšší procento zapojené do sekundárního a terciárního sektoru.
Rozvinuté země mohou kvůli nadměrnému bohatství udržovat a rozvíjet svá primární průmyslová odvětví. Například zemědělské dotace Evropské unie poskytují rezervy proti kolísající míře inflace a cen zemědělské produkce. To umožňuje vyspělým zemím vyvážet své zemědělské produkty za mimořádně nízké ceny. Díky tomu jsou nesmírně konkurenceschopné vůči těm chudým nebo nedostatečně rozvinutým zemím, které udržují politiku volného trhu a nízké nebo neexistující tarify proti levnému zboží. K takovým cenovým rozdílům také dochází v důsledku efektivnější výroby ve vyspělých ekonomikách, vzhledem k zemědělským strojům, lepším informacím dostupnějším pro zemědělce a často ve větším měřítku.
Některé ekonomiky dávají zvláštní důraz na základní části potravinářského odvětví (zemědělství a rybolov), čímž chtějí občanům zajistit dostatek potravin i za extrémních okolností (jakými mohou být válka, embargo nebo jiné ekonomické sankce). Není náhodou, že zemědělská revoluce předcházela tu průmyslovou.
V české ekonomice se význam primárního sektoru dlouhodobě snižuje. Zatímco v roce 1993 se na celkovém výkonu ekonomiky podílel 7,3% a zaměstnával 7,5% pracujících, v roce 2013 jeho podíl na výkonu dosahoval už jen 3,6% a uplatnění v něm nacházelo 3,9% osob. Počet zaměstnaných v zemědělství, lesnictví a rybářství se mezi roky 1993 a 2013 snížil o 114,7 tisíc osob, těžbu a dobývání opustilo 60,3 tisíc pracujících. V roce 2019 tento podíl činí 2%.

### Sekundární
Sektor výroby a průmyslu, označovaný jako sekundární sektor, někdy též jako zpracovatelský, průmyslový nebo výrobní sektor, zahrnuje všechna odvětví lidské činnosti, která přeměňují suroviny na výrobky nebo zboží. Do sekundárního sektoru patří kromě výroby strojů a zařízení také druhotné zpracování surovin a výroba potravinářských výrobků.
Tento sektor obecně využívá výstupy z primárního sektoru k vyrábění hotových výrobků, které jsou vhodné pro použití jinými podniky. Dále je využívá k exportu nebo prodeji tuzemským spotřebitelům. Toto odvětví je často rozdělováno na lehký a těžký průmysl. Mnoho z těchto průmyslových odvětví spotřebovává velké množství energie a vyžaduje, aby továrny a stroje přeměňovaly suroviny na zboží a výrobky.
Sekundární sektor také produkuje odpadní materiály a odpadní teplo, které mohou způsobovat environmentální problémy nebo způsobit znečištění. Podílí se i na podporování primárního a terciárního sektoru.
Někteří ekonomové kontrastují s odvětvími produkujícími bohatství v ekonomice, jako je výroba, se sektorem služeb, který má tendenci být bohatý. Příklady služeb mohou zahrnovat maloobchod, pojištění a vládu.
Tito ekonomové tvrdí, že ekonomika začíná klesat, jak se její bohatý sektor zmenšuje. Výroba je důležitou činností na podporu hospodářského růstu a rozvoje. Národy, které vyvážejí vyráběné výrobky, mají tendenci vytvářet vyšší mezní růst HDP, který podporuje vyšší příjmy a mezní daňové příjmy potřebné k financování iniciativ v oblasti kvality života, jako je zdravotnictví a infrastruktura v ekonomice.

### Terciární
Sektor služeb je třetím ze ekonomických sektorů třísektorové teorie. Poměrně nově se sem řadí také sektor kvartérní (činnost spojená se vzděláváním, vědou, výzkumem a informacemi) a nejmladším je pak sektor kvintární (IT technologie).
Sektor služeb se namísto produkce finálních produktů zabývá provizí služeb a opravou materiálních statků. Službami (dělené na služby věcné – obnova hmotných statků – a služby osobní – doprava, koncert) jako takovými se rozumí servis, poradenství, snadný přístup a zkušenosti. Informace a zpravodajství se v minulosti dlouhou dobu řadily také do terciéru, avšak nyní ho mnozí ekonomičtí experti řadí spíše do sektoru kvaternárního. Dále se sem řadí také zdravotnictví, školství či státní správa.
Terciérní sektor zajišťuje stejně tak poskytování služeb jiným služebním obchodníkům jako poskytování služeb jednotlivým zákazníkům. Řadí se k nim tedy také zajišťování dopravy, distribuce a prodej zboží od vyrobeného výrobku až k zákazníkům. Tak tomu je například ve velkoobchodech, v maloobchodním podnikání nebo i u organizace kulturních vyžití. Zboží může být také v hotový produkt vytvářeno v průběhu poskytování služby, například v restauracích, nicméně nejvíce se týká zaměstnanců pracujících a poskytujících služby zákazníkům.
Často je těžké určit, které firmy spadají do terciérního sektoru a které nikoliv. Podobný problém je také s klasifikací vládních služeb (např. policie, armáda, …) a neziskových organizací (charita, výzkumné asociace, …). Zabývají se tím mnohé klasifikační systémy, například ISIC (International Standard Industrial Classification – Mezinárodní standardní klasifikace ekonomických činností OSN), NACE (Evropská klasifikace ekonomických činností) či NAICS (Severoamerická klasifikace ekonomických činností Spojených států, Kanady a Mexika). Tyto vládní klasifikační systémy používají takovou hierarchii, která rozřazuje ekonomické zboží na hmotné a nehmotné.
Pro účely finančnictví a obchodního výzkumu se využívají tržní klasifikační systémy jako GICS (the Global Industry Classification Standard) a ICB (Industry Classification Benchmark), které řadí obchod primárně do terciéru. Na rozdíl od vládních klasifikačních systémů rozděluje první úroveň tržních klasifikačních systémů ekonomiku na funkčně související trhy nebo průmyslová odvětví. Druhý a třetí stupeň v těchto hierarchiích odráží, zdali se jedná o zboží či služby.
Sektor služeb se často používá jako ukazatel vyspělosti státu – čím vyšší je podíl práceschopného obyvatelstva zaměstnaných v terciérním sektoru, tím vyspělejší by stát měl být. Udává se, že ve vyspělých státech je v terciérním sektoru zaměstnáno na 70% lidí, zatímco ve státech chudých se rozmezí pohybuje okolo 30%. Za posledních 100 let došlo v industrializovaných zemích ke značné změně podílů zaměstnaných napříč sektory. Terciér je po této změně největším a zároveň nejrychleji se vyvíjejícím ekonomickým sektorem v Západním světě.
Historicky vzato, výroba, spíš než služby, měla větší sklony k tomu být otevřená mezinárodnímu obchodu a konkurenci. Nicméně s dramatickým poklesem cen, zrychlením transportu a přenášení informací se podmínky změnily a terciér je stejně konkurence-schopný jako zbylé sektory.
Příklady průmyslů, které spadají do terciéru: telekomunikace, pohostinství, masmédia, zdravotnictví, farmacie, likvidace odpadu, hazard, maloobchodnictví, správa nemovitostí, vzdělání, bankovnictví, pojištění, investice, transport.